# Diario de un cura rural
Diario de un cura rural (título original en francés, Journal d'un curé de campagne) es una película francesa de Robert Bresson estrenada en 1951. Está basada en la novela homónima de Georges Bernanos y fue el estreno de Claude Laydu en la que ha sido considerada una de las mejores actuaciones en la historia del cine. La película ganó numerosos premios, incluyendo el Gran Prix en el Festival Internacional de Cine de Venecia.

## Sinopsis
Un joven cura (Claude Laydu), apenas salido del seminario, llega a Ambricourt (Pas-de-Calais), su nueva parroquia, pero no es bienvenido. Inicia su ministerio desinteresándose de las necesidades terrenales y materiales, mostrando una tendencia al misticismo, y descuidando la salud. Sufre de dolores de estómago, herencia de su familia de alcohólicos que lo lleva a alimentarse solamente de azúcar, pan y mal vino, únicos alimentos que tolera. Lleva un diario íntimo en el que consigna las dificultades que encuentra para hacerse aceptar de sus parroquianos en la campiña del Artois. Las chicas de la clase de catequesis se ríen de él y le hacen bromas. Sus colegas critican su dieta a base de pan y vino y su vida ascética. Le confía sus problemas a otro cura de personalidad fuerte, el abad de Torcy (Armand Guibert), quien lo envía al doctor Delbende (Antoine Balpêtré) y le aconseja proceder con prudencia para conquistar la confianza de los parroquianos. Poco después, el doctor Delbende muere en lo que parece ser un suicidio. El joven sacerdote no sigue el consejo del abad y choca con el conde  (Jean Riveyre), de quien sabe que es el amante de la institutriz (Nicole Maurey) de su hija Chantal (Nicole Ladmiral), una adolescente que odia a su madre (Rachel Berendt), una mujer atribulada que perdió la fe a causa de la muerte de su hijo infante. Preocupado por Chantal, el cura visita a la condesa en el castillo de la familia, y se obstina en hacerla regresar a la religión hasta que lo logra, pero ella muere de una crisis cardiaca la noche siguiente. Chantal esparce rumores falsos de que las agrias palabras del cura habían llevado a su madre a la muerte. Previamente, Chantal le había revelado su odio por sus padres al cura. Como consecuencia de esta situación, y convencido de que ha fallado en su misión, el sacerdote sufre una gran crisis de fe. Cuando su salud empeora, va a Lille a consultar a un médico y se entera de que sufre cáncer de estómago. En casa de Dufrety (Bernard Hubrenne), un compañero de seminario y sacerdote secularizado que vive con una mujer, muere afirmando que «Todo es gracia».

## Reparto
- Claude Laydu como el cura de Ambricourt.
- Jean Riveyre como el conde.
- Adrien Borel como el cura de Torcy (André Guibert).
- Rachel Bérend como la condesa (Marie-Monique Arkell).
- Nicole Maurey como Miss Louise.
- Nicole Ladmiral como Chantal.
- Martine Lemaire como Séraphita Dumontel.
- Antoine Balpêtré como el doctor Delbende.
- Jean Danet como Olivier.
- Gaston Séverin como Canon.
- Yvette Etiévant como criada.
- Bernard Hubrenne como el cura Dufrety.
- Léon Arvel como Fabregars.